# Orientierungslauf-Weltcup
Der Orientierungslauf-Weltcup (IOF World Cup) ist eine von der International Orienteering Federation (IOF) ausgetragene Wettkampfserie im Orientierungslauf. Eine Serie findet über das Kalenderjahr verteilt statt und beinhaltet um die zwölf Rennen. Auch Welt- und Europameisterschaften werden in die Wertung genommen.
Die ersten Weltcuprennen wurden bereits 1983 und 1984 veranstaltet. 1986 fanden schließlich erstmals acht offizielle Weltcuprennen statt. Bis 2004 wurde die Wettkampfserie im Zweijahresmodus ausgetragen, seit 2004 finden jährlich Wettkämpfe statt. Zwischen 1994 und 2006 wurden auch Staffelrennen veranstaltet.
Die bislang erfolgreichste Athletin ist die Schweizerin Simone Niggli-Luder, die zwischen 2002 und 2013 neunmal den Gesamtweltcup gewann, bei den Herren ist der Schweizer Daniel Hubmann mit fünf Erfolgen erfolgreichster Teilnehmer.

## Übersicht
| Jahr | Wettkämpfe | Wettkämpfe | Austragungsorte                                                                                  | Quellen |
| Jahr | Einzel     | Staffel    | Austragungsorte                                                                                  | Quellen |
| ---- | ---------- | ---------- | ------------------------------------------------------------------------------------------------ | ------- |
| 1986 | 8          | –          | Halden, Ontario, New York State, Raon-l’Étape, Fjärås, Jičín, Eger, Zürich                       |         |
| 1988 | 8          | –          | Hongkong, St. Helens, Schottland, Finnland, Tschechoslowakei, Szilvásvárad, Österreich, Schweden |         |
| 1990 | 8          | –          | Krakau, Aarhus, Voss, Caroline, Cle Elum, Vallée de Joux, Mouthe, Uslar                          |         |
| 1992 | 8          | –          | Örebro, Helsinki, Sankt Petersburg, Pécs, Breitenfurt, Montebelluna, Toronto, Boston             |         |
| 1994 | 6          | 3          | Auckland, Ballarat, Kristiansand, Jægerspris, Quedlinburg, Jičín                                 |         |
| 1996 | 7          | 3          | Juodkrantė, Cēsis, Mölndal, Vestmarka, Langnau, Leuk, Villard-de-Lans                            |         |
| 1998 | 10         | 3          | Killarney, Lake District, Gävle, Krakau, Tatranská Lomnica, Otepää, Hämeenlinna                  |         |
| 2000 | 9          | 3          | Fuji, Canberra, Truskawez, Lahti, Lissabon                                                       |         |
| 2002 | 13         | 4          | Chiny, Freiburg, Lausanne, Røros, Idre, Sümeg, Brünn                                             |         |
| 2004 | 9          | 3          | Roskilde, Västerås, Dresden                                                                      |         |
| 2005 | 9          | 3          | Surrey Hills, Aichi, Subiaco                                                                     |         |
| 2006 | 9          | 3          | Otepää, Aarhus, Auvergne                                                                         |         |
| 2007 | 10         | –          | Lapua, Hovden, Mjölby, Kiew, Stein am Rhein                                                      |         |
| 2008 | 13         | –          | Ventspils, Siggerud, Olomouc, Dalarna, Zürich                                                    |         |
| 2009 | 9          | –          | Salo, Fossum, Miskolc, Zürich                                                                    |         |
| 2010 | 12         | –          | Primorsko, Tuusula, Stockholm, Raufoss, Trondheim, Annecy, Genf                                  |         |
| 2011 | 10         | –          | Porvoo, Göteborg, Oslo, Savoie, Liberec, La Chaux-de-Fonds                                       |         |
| 2012 | 13         | –          | Falun, St. Gallen, Lausanne, Oslo, Göteborg, Vuokatti                                            |         |
| 2013 | 13         | –          | Feilding, Wellington, Napier, Oslo, Sigtuna, Turku, Vuokatti, Baden                              |         |
| 2014 | 14         | –          | Antalya, Murcia, Palmela, Kongsberg, Imatra, Trentino/Venetien, Liestal                          | [ 1 ]   |
| 2015 | 11         | 3          | Tasmanien, Halden, Lysekil, Uddevalla, Inverness, Arosa                                          | [ 2 ]   |
| 2016 | 10         | 1          | Jeseník, Breslau, Strömstad, Tanum, Aarau                                                        | [ 3 ]   |
| 2017 | 10         | 1          | Lohja, Lintukiima, Tartu, Rõuge, Elva-Vitipalu, Cesis, Grindelwald                               | [ 4 ]   |
| 2018 | 11         | 3          | Ticino, Riga, Østfold, Prag                                                                      | [ 5 ]   |
| 2019 | 9          | 3          | Helsinki, Østfold, Basel, Guangzhou                                                              | [ 6 ]   |
| 2020 |            |            |                                                                                                  |         |
| 2021 | 8          | 1          | Neuchâtel, Idre, Cansiglio                                                                       | [ 7 ]   |
| 2022 | 6          | 1          | Borås, Rakvere, Davos                                                                            | [ 8 ]   |
| 2023 | 7          | 1          | Østfold, Česká Lípa, Trentino                                                                    | [ 9 ]   |
| 2024 | 9          | 2          | Olten, Genua, Mór, Kuopio                                                                        | [ 10 ]  |

## Liste der Gesamtsieger

### Herren
| Jahr | 1. Platz          | 2. Platz          | 3. Platz              | Quellen |
| ---- | ----------------- | ----------------- | --------------------- | ------- |
| 1986 | Kent Olsson       | Øyvin Thon        | Michael Wehlin        |         |
| 1988 | Øyvin Thon        | Jörgen Mårtensson | Håvard Tveite         |         |
| 1990 | Håvard Tveite     | Niklas Löwegren   | Jörgen Mårtensson     |         |
| 1992 | Joakim Ingelsson  | Martin Johansson  | Petter Thoresen       |         |
| 1994 | Petter Thoresen   | Janne Salmi       | Mika Kuisma           |         |
| 1996 | Johan Ivarsson    | Jörgen Mårtensson | Timo Karppinen        |         |
| 1998 | Chris Terkelsen   | Johan Ivarsson    | Bjørnar Valstad       |         |
| 2000 | Jani Lakanen      | Tore Sandvik      | Allan Mogensen        |         |
| 2002 | Bjørnar Valstad   | Michail Mamlejew  | Mats Haldin           |         |
| 2004 | Holger Hott       | Andrei Chramow    | Øystein Kvaal Østerbø |         |
| 2005 | Andrei Chramow    | Thierry Gueorgiou | Daniel Hubmann        |         |
| 2006 | Thierry Gueorgiou | Daniel Hubmann    | Walentin Nowikow      |         |
| 2007 | Thierry Gueorgiou | Anders Nordberg   | Daniel Hubmann        |         |
| 2008 | Daniel Hubmann    | Thierry Gueorgiou | Matthias Merz         |         |
| 2009 | Daniel Hubmann    | Thierry Gueorgiou | Peter Öberg           |         |
| 2010 | Daniel Hubmann    | Matthias Müller   | Thierry Gueorgiou     |         |
| 2011 | Daniel Hubmann    | Thierry Gueorgiou | Matthias Merz         |         |
| 2012 | Matthias Kyburz   | Olav Lundanes     | Matthias Merz         |         |
| 2013 | Matthias Kyburz   | Daniel Hubmann    | Fabian Hertner        |         |
| 2014 | Daniel Hubmann    | Fabian Hertner    | Matthias Kyburz       | [ 1 ]   |
| 2015 | Daniel Hubmann    | Matthias Kyburz   | Olav Lundanes         | [ 2 ]   |
| 2016 | Matthias Kyburz   | Daniel Hubmann    | Olav Lundanes         | [ 3 ]   |
| 2017 | Matthias Kyburz   | Olav Lundanes     | Daniel Hubmann        | [ 4 ]   |

| Platz | Athlet            | 1. Platz | 2. Platz | 3. Platz |
| ----- | ----------------- | -------- | -------- | -------- |
| 1     | Daniel Hubmann    | 5        | 2        | 2        |
| 2     | Thierry Gueorgiou | 2        | 4        | 1        |
| 3     | Matthias Kyburz   | 2        | –        | 1        |
| 4     | Andrei Chramow    | 1        | 1        | –        |
| 4     | Johan Ivarsson    | 1        | 1        | –        |
| 4     | Øyvin Thon        | 1        | 1        | –        |
| 7     | Petter Thoresen   | 1        | –        | 1        |
| 7     | Håvard Tveite     | 1        | –        | 1        |
| 7     | Bjørnar Valstad   | 1        | –        | 1        |
| 10    | Holger Hott       | 1        | –        | –        |
| 10    | Joakim Ingelsson  | 1        | –        | –        |
| 10    | Jani Lakanen      | 1        | –        | –        |
| 10    | Kent Olsson       | 1        | –        | –        |
| 10    | Chris Terkelsen   | 1        | –        | –        |

### Damen
| Jahr | 1. Platz                | 2. Platz           | 3. Platz               | Quellen |
| ---- | ----------------------- | ------------------ | ---------------------- | ------- |
| 1986 | Ellen Sofie Olsvik      | Jorunn Teigen      | Karin Rabe             |         |
| 1988 | Ragnhild Bratberg       | Brit Volden        | Jana Galíková          |         |
| 1990 | Ragnhild Bente Andersen | Ragnhild Bratberg  | Katarina Borg          |         |
| 1992 | Marita Skogum           | Jana Cieslarová    | Yvette Hague           |         |
| 1994 | Marlena Jansson         | Yvette Hague       | Hanne Staff            |         |
| 1996 | Gunilla Svärd           | Marlena Jansson    | Hanne Staff            |         |
| 1998 | Hanne Staff             | Johanna Asklöf     | Katarina Borg          |         |
| 2000 | Hanne Staff             | Simone Luder       | Heather Monro          |         |
| 2002 | Simone Luder            | Vroni König-Salmi  | Hanne Staff            |         |
| 2004 | Simone Niggli-Luder     | Tatjana Rjabkina   | Karolina A. Højsgaard  |         |
| 2005 | Simone Niggli-Luder     | Vroni König-Salmi  | Anne Margrethe Hausken |         |
| 2006 | Simone Niggli-Luder     | Marianne Andersen  | Minna Kauppi           |         |
| 2007 | Simone Niggli-Luder     | Heli Jukkola       | Minna Kauppi           |         |
| 2008 | Anne Margrethe Hausken  | Minna Kauppi       | Helena Jansson         |         |
| 2009 | Simone Niggli-Luder     | Marianne Andersen  | Helena Jansson         |         |
| 2010 | Simone Niggli-Luder     | Helena Jansson     | Maja Alm               |         |
| 2011 | Helena Jansson          | Minna Kauppi       | Lena Eliasson          |         |
| 2012 | Simone Niggli-Luder     | Minna Kauppi       | Tatjana Rjabkina       |         |
| 2013 | Simone Niggli-Luder     | Tove Alexandersson | Annika Billstam        |         |
| 2014 | Tove Alexandersson      | Judith Wyder       | Maja Alm               | [ 1 ]   |
| 2015 | Tove Alexandersson      | Sara Lüscher       | Nadiya Volynska        | [ 2 ]   |
| 2016 | Tove Alexandersson      | Judith Wyder       | Maja Alm               | [ 3 ]   |
| 2017 | Tove Alexandersson      | Natalja Gemperle   | Sabine Hauswirth       | [ 4 ]   |

| Platz | Athletin                | 1. Platz | 2. Platz | 3. Platz |
| ----- | ----------------------- | -------- | -------- | -------- |
| 1     | Simone Niggli-Luder     | 9        | 1        | –        |
| 2     | Hanne Staff             | 2        | –        | 3        |
| 3     | Helena Jansson          | 1        | 1        | 2        |
| 4     | Tove Alexandersson      | 1        | 1        | –        |
| 4     | Ragnhild Bratberg       | 1        | 1        | –        |
| 4     | Marlena Jansson         | 1        | 1        | –        |
| 7     | Anne Margrethe Hausken  | 1        | –        | 1        |
| 8     | Ragnhild Bente Andersen | 1        | –        | –        |
| 8     | Ellen Sofie Olsvik      | 1        | –        | –        |
| 8     | Marita Skogum           | 1        | –        | –        |
| 8     | Gunilla Svärd           | 1        | –        | –        |